# الحفرة (فلم 2009)
الحفرة (بالإنجليزية: The Hole) هو فيلم رعب خيالي مظلم أمريكي ثلاثي الأبعاد لعام 2009 من إخراج جو دانتي وبطولة كريس ماسوليا وهيلي بنيت وناثان جامبل وبروس ديرن وتيري بولو. يحكي الفيلم قصة دان و لوكاس طومسون، شقيقان ينتقلان إلى منزلهما الجديد في بنسينفيل مع والدتهما الوحيدة، سوزان. أثناء الاستقرار في منزلهما الجديد، اكتشف دان و لوكاس، مع جارتهما الجديدة، جولي كامبل، بابًا مسحوراً في الطابق السفلي، يؤدي إلى حفرة لا قاع لها، وعند فتحه، يطلقان عن طريق الخطأ العنان لقوة خارقة للطبيعة تتجلى في أي خوف الشخص الذي ينظر إلى الثقب.